# CEC Future
CEC Future ist der ehemalige Name eines Mehrzweckfrachtschiffs. Das Schiff wurde im November 2008 von somalischen Piraten gekapert.

## Geschichte

### Bau und Einsatz
Das Schiff wurde als Arktis Future unter der Baunummer 211 auf der Werft Aarhus Flydedok in Aarhus als eines von fünf baugleichen Schiffen für die dänische Reederei Elite Shipping in Kopenhagen gebaut. Die Kiellegung des Schiffes war im Juni, der Stapellauf im September 1994. Die Fertigstellung des Schiffes erfolgte im Dezember 1994. Das Schiff kam unter dänischer Flagge mit Heimathafen Kopenhagen in Fahrt. Später wurde es unter die Flagge der Bahamas gebracht, Heimathafen wurde Nassau.
Das Schiff wurde zusammen mit seinen Schwesterschiffen überwiegend als CEC Future von der dänischen Reederei Clipper Elite Carriers eingesetzt. Die Schiffe bildeten hier den Fighter-Typ (benannt nach dem Typschiff der Serie, das als Arktis Fighter gebaut wurde). Zeitweise war es an andere Reedereien verchartert, bei denen es auch unter anderen Namen fuhr. 2013 wurde das Schiff an Philippine Span Asia Carrier verkauft und in Span Asia 10 umbenannt.

### Piratenangriff und Kaperung
Am 7. November 2008 wurde das Schiff im Golf von Aden von somalischen Piraten angegriffen und gekapert. Das Schiff befand sich rund 50 Seemeilen östlich von Aden beladen mit Stahlprodukten auf einer Reise von Antwerpen in Belgien nach Batam in Indonesien. An Bord befanden sich 13 Seeleute, ein Este, elf Russen und ein Georgier. Die Piraten entführten das Schiff mit der Besatzung nach Eyl in der Region Puntland in Somalia am Horn von Afrika. Für die Freilassung des Schiffes verlangten sie 7 Mio. US-Dollar Lösegeld.
Die Verhandlungen zwischen den Piraten und Vertretern der Reederei führten zunächst zu keinem Ergebnis. Um Druck aufzubauen, bedrohten die Piraten die Schiffsbesatzung und drohten, sie an Land zu verschleppen. Nach etwa zwei Monaten wurde schließlich eine Einigung erzielt. Das Lösegeld wurde am 14. Januar 2009 von einem Flugzeug aus nahe dem Schiff abgeworfen. Die Piraten gaben das Schiff daraufhin am 16. Januar 2009 frei. Nach Angaben der Reederei wurden zwischen 1 und 2 Mio. US-Dollar Lösegeld bezahlt. Nach Medienberichten wurden 1,7 Mio. US-Dollar für die Freigabe von Schiff und Besatzung gezahlt. Zusätzlich gingen 75.000 US-Dollar an einen an den Lösegeldverhandlungen beteiligten Somali, Ali Mohamed Ali. Er hatte längere Zeit in den Vereinigten Staaten gelebt und war der einzige auf Seiten der Somali, der Englisch sprach. Ali wurde später Kultusminister der Republik Somaliland, einer autonomen Region im Norden Somalias. Er wurde wiederholt von Journalisten interviewt, die über die Piraterie vor der Küste Somalias schrieben, und war auch an einer Dokumentation über die Kaperung der CEC Future beteiligt. 2011 lockte das US-amerikanische FBI ihn unter dem Vorwand, vier reiche US-Amerikaner wollten eine Stiftung zur Unterstützung der Ausbildung in Somalia gründen, in die Vereinigten Staaten, woraufhin er im April 2011 bei der Ankunft am Washington Dulles International Airport festgenommen wurde. Da in dem 2013 gegen ihn geführten Prozess nicht bewiesen werden konnte, ob er als Vertreter der Piraten oder als unabhängiger Dolmetscher tätig war, wurde er freigesprochen. Bereits 2010 wurde einer der Piraten, die das Schiff gekapert hatten, während eines Angriffs auf das US-amerikanische Docklandungsschiff Ashland gefasst und später in den USA zu 25 Jahren Haft verurteilt.

## Technische Daten und Ausstattung
Das Schiff wird von einem Viertakt-Sechszylinder-Dieselmotor des Typs MaK 6M552C mit 4500 kW Leistung angetrieben. Der Motor wirkt auf einen Verstellpropeller und beschleunigt das Schiff auf rund 14 kn. Für die Stromerzeugung stehen ein mit 660 kW Leistung angetriebener Wellengenerator sowie drei von Dieselmotoren mit jeweils 344 kW Leistung angetriebene Generatoren zur Verfügung. Das Schiff ist mit einem Bugstrahlruder ausgestattet.
Das Schiff verfügt über einen 58,94 m langen und 15,18 m breiten Laderaum. Der Laderaum ist 9,24 m hoch. Im vorderen Bereich verjüngt sich der Laderaum auf einer Länge von 12,6 m, im hinteren Bereich auf einer Länge von 3,75 m. Das Schiff ist mit Zwischendecks ausgerüstet, die in zwei Höhen eingehängt und so zur horizontalen Unterteilung des Laderaums genutzt werden können. Der Laderaum ist mit Faltlukendeckeln verschlossen. Die Tankdecke kann mit 10 t/m², das Zwischendeck mit 3,5 t/m² und die Lukendeckel können mit 1,7 t/m² belastet werden. Der Laderauminhalt beträgt 8020 m³ ohne bzw. 7547 m³ mit Zwischendeck. Auf der Back befindet sich ein Wellenbrecher zum Schutz von Decksladung vor überkommendem Wasser.
Das Schiff ist mit zwei auf der Backbordseite angeordneten Hägglund-Kranen ausgestattet, die elektrohydraulisch angetrieben werden. Die Krane können jeweils 70 t heben. Sie sind kombinierbar und können zusammen 140 t heben.
Das Schiff ist für den Transport von Containern vorbereitet. Die Containerkapazität beträgt 444 TEU, 152 TEU im Raum und 292 TEU an Deck. Im Raum können neun 20-Fuß-Container hintereinander und drei Lagen übereinander geladen werden. Mit Ausnahme der sich verjüngenden Bereiche im vorderen und hinteren Bereich des Laderaums finden sechs Container nebeneinander Platz. Auf den Lukendeckeln können neun 20-Fuß-Container hintereinander und bis zu fünf Lagen übereinander geladen werden. Hier finden sieben bzw. neben den Kranen sechs Container nebeneinander Platz. Weitere Containerstellplätze stehen vor dem Laderaum sowie direkt vor dem Deckshaus zur Verfügung. Vor dem Laderaum können fünf 20-Fuß-Container nebeneinander und vier Lagen hoch geladen werden, vor dem Deckshaus ist Platz für fünf 20-Fuß-Container nebeneinander und sechs Lagen hoch. Bei homogener Beladung mit 14 t schweren Containern können insgesamt 321 TEU geladen werden. Für Kühlcontainer stehen insgesamt 50 Anschlüsse zur Verfügung, davon 10 im Raum und 40 an Deck.
Das Deckshaus ist im hinteren Bereich des Schiffes angeordnet. Es ist relativ hoch ausgelegt, um von der Brücke ausreichend gute Voraussicht über an Deck geladene Container zu haben. Hinter dem Deckshaus befindet sich auf der Backbordseite ein Freifallrettungsboot.
Der Rumpf des Schiffes ist eisverstärkt (Eisklasse 1D). Die Reichweite des Schiffes beträgt rund 12.000 Seemeilen.

## Trivia
Der Drehbuchautor und Regisseur des Films Kapringen (Hijacking – Todesangst … In der Gewalt von Piraten), Tobias Lindholm, wurde durch die Entführung der dänischen Frachtschiffe Danica White im Jahr 2007 und CEC Future im Jahr 2008 zu seinem Film inspiriert.
Die dänische Rundfunkanstalt DR produzierte 2009 eine Dokumentation über die Entführung der CEC Future mit dem Titel Dealing With Pirates.
2012 erschien die Dokumentation Stolen Seas über die Entführung der CEC Future.